# ハムトゥアンバク県
ハムトゥアンバク県（ハムトゥアンバクけん、ベトナム語：Huyện Hàm Thuận Bắc / 縣咸順北?）は、ベトナム社会主義共和国ビントゥアン省の県。面積は1344.5km²、人口は174,487人（2016年）である。

## 行政区画
2市鎮15社から構成される。